# Vahan (generale bizantino)
Vahan ((HY)  վահան, anche menzionato come Baanes o Boanes dal greco (EL)  Βοάνης) è stato un generale bizantino vissuto nel VII secolo.

## Biografia
Il nome suggerisce un'origine armena. È citato per la prima volta nelle fonti nel 627, allorché accompagnò l'Imperatore d'Oriente Eraclio nella sua campagna finale contro la Persia: agli inizi di dicembre si distinse sconfiggendo un esercito persiano, uccidendo il comandante nemico e facendo prigionieri persone di spicco.
La vittoria ottenuta sulla Persia, che determinò il ritiro delle truppe persiane dalla Siria e dall'Egitto, fu però vanificata, a partire dal 634, dall'invasione degli Arabi musulmani delle medesime province. Dopo una sconfitta subita contro gli invasori Arabi, Eraclio destituì dal comando suo fratello Teodoro sostituendolo con Vahan. Vahan, ottenuto quindi il comando delle truppe bizantine in Oriente, nel corso del 635 ottenne diversi limitati successi contro gli Arabi, nel tentativo di difendere l'area tra Damasco ed Emesa. Nel 636, però, insieme ai generali Teodoro Trithyrius, Niceta il Persiano e Jabala ibn al-Ayham, si scontrò con gli Arabi nei pressi di Yarmuk e subì una completa disfatta: Vahan stesso fu ucciso nel corso della battaglia. Secondo invece gli Annali di Eutichio di Alessandria sarebbe sopravvissuto e fuggito in Sinai dove si sarebbe fatto monaco. Teofane Confessore narra che alla vigilia della battaglia le sue truppe abbandonarono Eraclio e proclamarono Vahan imperatore. La sconfitta di Vahan nella battaglia determinò la perdita della Siria e della Palestina a vantaggio degli Arabi.